# Aeroportul Urubupunga
Aeroportul Urubupunga (IATA: URB, ICAO: SBUP) este un aeroport din Castilho, São Paulo, Brazilia.
Situat la o altitudine de 356 m, aeroportul dispune de o singură pistă.